# Венанго (окръг, Пенсилвания)
Окръг Венанго (на английски: Venango County) е окръг в щата Пенсилвания, Съединени американски щати. Площта му е 1769 km², а населението - 51 762 (2017). Административен център е град Франклин.